# Lingua kusunda
La lingua kusunda è una lingua isolata parlata da poche decine di persone nella zona di Gaṇḍakī nel Nepal centrale. 
Per decenni si è pensato che fosse una lingua estinta, in quanto il numero di parlanti che conoscono bene la lingua si aggira intorno a poche unità di persone (si pensa siano soltanto 8).
Nel 2005 David E. Watters ha pubblicato una parziale descrizione della lingua e il vocabolario, dimostrando che la lingua kusunda non è isolata solo geneologicamente, ma anche lessicalmente, grammaticalmente e fonologicamente distinta dalle lingue vicine; inoltre ha scoperto che il sistema pronominale del kusunda è identico a quello delle lingue andamanesi, facendo così supporre che appartenga a questa famiglia linguistica.

## Fonologia

### Vocali
La lingua kusunda ha 6 vocali, distinte in due gruppi armonici. Nella parola le vocali compaiono o aperte o chiuse, ma non insieme.
| Vocali | Anteriore | Centrale | Posteriore |
| ------ | --------- | -------- | ---------- |
| Chiusa | i         |          | u          |
| Media  | e         | ə        | o          |
| Aperta |           | a        |            |

### Consonanti
La lingua kusunda è l'unica della regione ad avere le consonanti uvulari, e non sono presenti le retroflesse, tipiche delle regioni vicine.
| Consonanti    | Bilabiali       | Coronali        | Palatali | Velari            | Uvulari  | Glottali |
| ------------- | --------------- | --------------- | -------- | ----------------- | -------- | -------- |
| Nasali        | m               | n               |          | ŋ                 | ɴʕ       |          |
| Occlusive     | p~b b~β (pʰ bʱ) | t~d d (tʰ dʱ)   |          | k~ɡ ɡ~ɣ (kʰ~x ɡʱ) | q~ɢ (qʰ) | ʔ        |
| Affricate     |                 | ts dz (tsʰ dzʱ) |          |                   |          |          |
| Fricative     |                 | s               |          |                   | ʁ~ʕ      | h        |
| Approssimanti | w               | l               | j        |                   | ʁ~ʕ      | h        |
| Monovibrante  |                 | ɾ               |          |                   |          |          |